# Ivan Guidea
Ivan Guidea (Nisporeni, 12 maggio 1988) è un lottatore rumeno specializzato nella lotta libera.

## Biografia
È nato a Nisporeni, oggi in Moldavia, all'epoca nella Repubblica Socialista Sovietica Moldava, parte dell'Unione Sovietica.
Nel marzo 2016 ha vinto la medaglia di bronzo nella lotta libera, categoria 61 chilogrammi, ai campionati europei di Riga 2016.
Ha rappresentato la Romania ai Giochi olimpici estivi di Rio de Janeiro 2016.
Agli europei di Kaspijsk 2018 ha vinto la seconda bronzo continentale, sempre nella categoria 61 chilogrammi.

## Palmarès
- Europei

Riga 2016: bronzo nei 61 kg
Kaspijsk 2018: bronzo nei 61 kg